# Aidan O'Kane
Aidan O'Kane (Belfast, 24 novembre 1979) è un ex calciatore nordirlandese, di ruolo centrocampista.

## Carriera

### Club
Dopo una breve parentesi nel suo paese d'origine, nelle file del Cliftonville, viene acquistato dalla squadra inglese dello York City. Nel 2003 torna definitivamente in Irlanda del Nord, con la maglia del Linfield.

## Palmarès

### Club

#### Competizioni nazionali
- Campionato nordirlandese: 7

Linfield: 2003-2004, 2005-2006, 2006-2007, 2007-2008, 2009-2010, 2010-2011, 2011-2012
- Irish Cup: 6

Linfield: 2005-2006, 2006-2007, 2007-2008, 2009-2010, 2010-2011, 2011-2012
- Irish Football League Cup: 2

Linfield: 2005-2006, 2007-2008
- County Antrim Shield: 1

Linfield: 2013-2014

#### Competizioni internazionali
- Setanta Sports Cup: 1

Linfield: 2005